# Neuris Delgado Ramírez
Neuris Delgado Ramírez (25 oktober 1981) is een schaker van Cubaanse afkomst, die woont in Asunción, Paraguay. Hij is sinds 2002 een grootmeester (GM), daarvoor was hij sinds 1999 een Internationaal Meester (IM). Hij is getrouwd met Alicia Piriz Techera. 
Vier keer werd hij kampioen van Paraguay: in 2014, 2015, 2018 en 2019. Voor Cuba nam hij drie keer deel aan een Schaakolympiade: in 2002, 2004 en 2006. Voor Paraguay speelde hij in de Schaakolympiades van 2014, 2016 en 2018. Daarnaast speelde hij voor Cuba twee keer in het Wereldkampioenschap schaken voor landenteams (2001 en 2005) en twee keer in het Panamerikaans kampioenschap schaken voor landenteams (2003 en 2009). 
Bij de Wereldbeker Schaken 2017 in Tbilisi (Georgië) werd hij in ronde 1 uitgeschakeld door Santosh Vidit, bij de  Wereldbeker Schaken 2019 in Chanty-Mansiejsk sneuvelde hij in de eerste ronde tegen Luke McShane. 
In mei 2005 werd hij 3e, met 6 pt. uit 12, in het Capablanca memorial dat in Havana op Cuba gehouden werd; Vasyl Ivantsjoek werd met 9.5 pt. eerste, terwijl Lazaro Bruzon met 7 pt. tweede werd. 